# Жовтоолександрівка
Жовтоолекса́ндрівка — село в Україні, у П'ятихатській міській громаді Кам'янського району Дніпропетровської області.
Населення — 395 мешканців.

## Географічне розташування, клімат і гідрологія
Село знаходиться в межах Українського кристалічного масиву на Придніпровській височині, середня висота над рівнем моря — 181 м.
Клімат — степовий, атлантично-континентальний, який характеризується спекотним посушливим літом і помірно м'якою з частими відлигами зимою.
Село Жовтоолександрівка примикає до села Дмитрівка, на відстані 1 км від сіл Новозалісся і Трудолюбівка. У селі бере початок Балка Княжа Буярака з загатою.
На місці села колись був ліс, що тягнувся по схилах балки Княжі Байраки аж до Дніпра (до нинішнього с. Мишурин Ріг). Сама балка — це русло одного з рукавів р. Омельник. З часом ліс вирубали, джерела замулились і річки не стало. Тепер на її місці низка ставків, що тягнуться по руслу колишньої річки.
На території села річок немає, але є невеличкий ставок. Питною водою населення забезпечується шляхом копання колодязів з прісною водою, придатною до споживання. Ґрунтові води знаходяться на глибині 5 — 18 м. Ґрунтовий покрив с. Жовтоолександрівка складають чорноземи звичайні, що за вмістом гумусу є найкращими у П'ятихатському районі. Свого часу це зумовило високі врожаї зернових і технічних культур і славу колгоспу ім. К. Маркса. Ґрунти сформувались на лесах та лесовидних суглинках під різнотравно-типчаково-ковиловою рослинністю.
Жовтоолександрівський ліс є останнім залишком природних лісів у степовому Правобережжі України. Незважаючи на невелику площу лісу, у ньому зростає чимало дерев, рослин, які у наш час перебувають у небезпеці, зменшуючи свою чисельність через негативний вплив людської діяльності.

## Історія
Саме тут завершилася у 1648 році Битва під Жовтими Водами
28 червня 1998 в Жовтоолександрівці було урочисто відкрито пам'ятник, присвячений 350-річчю перемоги козацького війська під проводом Б.Хмельницького в битві під Жовтими Водами.
Після знищення Запорізької Січі у 1775 р. козаки селились біля ставків, річок, поблизу лісів. Було облюбовано козаками і місце східніше лісу і ставка у розі балки Княжі Байраки. Спочатку з'явилися всього декілька хат, хутірець. Хати-мазанки, сади, городи — справжній український пейзаж. Займались хуторяни городництвом, мисливством, рибальством.
Село, що виникло пізніше на місці хутора, було назване на честь російського царя Олександра ІІІ та волосного села Жовте, але поряд з офіційною назвою побутувала і народна назва села — Рублівка. Була тут і маленька церква для місцевого люду, при якій піп навчав азам науки кількох дітей. Школи як такої не було, просто в сторожці біля церкви у період затишшя польових робіт священик навчав дітей читати і писати. У 1876 році у селі було започатковано школу.
До 1885 року тут була економія поміщика Маслова. Сам він жив у м. Орел. На місці двору, де тепер проживає Табакар А. Д., був його маєток, поряд стояла клуня, через дорогу — комора і вітряний млин, нижче маєтку — колодязь-журавель і ставок. У Маслова було два ліси: малий, що знаходився на північному сході від садиби, і великий ліс на північному заході, який зберігається до цього часу. Коли поміщик надіслав у Київ повідомлення, що він продає економію, з Києва повідомили про це в різні губернії, а ті — у повіти. Селяни Рублівського повіту Полтавської губернії уповноважили кількох чоловік, серед яких був і повітовий писар Козина Михайло Хомович, домовитися з Масловим про купівлю цих земель. Уповноважені поїхали в Орловську губернію до поміщика і в 1885 році оформили купчу. У цьому ж році селяни з Полтавської губернії почали переселятися на ці землі.
Жовтоолександрівська ЗШ І-ІІІ ступенів має 2 навчальні корпуси, що розташовані навколо просторого подвір'я площею 5 га. Корпус № 2 (зараз це корпус початкової школи) був побудований у 1937 році. Тоді це була семирічка, з 1961 р. — восьмирічка, з 1966 р. — середня школа. Загальноосвітня школа — корпус № 1 — була урочисто відкрита 1 вересня 1972 р.
На території школи знаходиться братська могила танкістів Александрова І. Л., Звягінцева І. А. та Панкратова В. Р., які загинули 18 жовтня 1943 року, визволяючи наше село. На честь Александрова І. Л. та Звягінцева І. А. названі вулиці села. За впорядкуванням території навколо пам'ятника, встановленого у 1965 р., постійно слідкують працівники школи та учні. На день визволення села та день Перемоги тут відбувається покладання квітів. Також на території школи встановлено меморіальну дошку з іменами загиблих у роки Другої світової війни жителів села. Іменем односельця Л. П. Волошина, який загинув на фронті, названа вулиця села. Матеріали про загиблих танкістів і земляків зберігаються в шкільному історико-краєзнавчому музеї.
У школі з 1996 року діє історико-краєзнавчий музей, керівником якого є учитель біології Зелена Валентина Миколаївна. Він налічує 4 експозиції: «Історія села», «Місцеві народні промисли», «Наш край у роки Другої світової війни», «Битва на Жовтих Водах (1648 р.)». У музеї постійно проводяться екскурсії для учнів школи та учнів і вчителів шкіл П'ятихатського району.
У сучасній Жовтоолександрівці проживає 359 осіб. У селі є поштове відділення «Дмитрівка», медпункт, сільський клуб, 2 магазини, дитячий садочок «Сонечко» та загальноосвітня школа І-ІІІ ступенів. Село газифіковане у 1985 році, всі вулиці асфальтовані, у центрі села — парк.
В селі знаходиться Храм Святої рівноапостольної княгині Ольги ПЦУ, (вул. Центральна,пристосоване приміщення),також продовжується будівництво типового храму.Настоятель парафії 
протоієрей Андрій Воробець.

### Фестиваль Kozak Fest
На території села в урочищі Княжі Байраки, починаючи з 2015 року, проводиться щорічний етно-рок фестиваль Kozak Fest. Захід відкриває своїм гостям нові та традиційні сторони життя краю. В музичному фестивалі брали участь відомі українські рок та етно-колективи: Друга Ріка, O. Torvald, Vivienne Mort, ТНМК, Село і люди, Тінь Сонця, Очеретяний кіт, Вертеп, Сашко Лірник та багато інших. До програми фестивалю входять грандіозні видовищні дійства, козацький ярмарок із сільськогосподарськими виробами, демонстрація народних ремесел та майстер-класи, видовищне фаєр-шоу, реконструкція історичної битви 40–50-х років XVII століття під Жовтими Водами, парад повітряних куль та авіашоу, виставка військової техніки. Неймовірно мальовнича локація — Княжі Байраки — місце переможної битви об'єднаного козацького, на чолі з Богданом Хмельницьким, і татарського війська нa чолі з Тугай-Беєм, з військом Речі Посполитої, яка відбулася у 1648 році. Вшанування цієї події перетворилося на масштабний захід, котрий об'єднав історію та сучасність українців.

### Археологічна пам'ятка «Шарівський трактир»
Вздовж і впоперек запорозьких земель пролягали «шляхи» — великі торговельні второвані дороги (тракти). Вони слугували для руху обозів з різними товарами для торгівлі в запорозьких землях, Україні та Польщі. Ці тракти слугували і для поштових сполучень, які в Запорожжі існували на тій же основі, що й в усій Європі в середні віки — через гінців. На території Запорожжя давати коней та варту гінцям було обов'язком козаків, які жили у зимівниках.
Так було до 1768 р., коли вирішили заснувати постійні пошти, щоб прискорити їзду кур'єрів та зміцнити сполучення. Генерал-губернатор Київської і Новоросійської губерній генерал Воєйков Ф. М. доручив Запорозькому Кошу заснувати поштові станції від Січі до Княжих Байраків або до Жовтенької. Г. М. Ісаков, управитель Новоросійської губернії, створив 4 станції, серед них у Княжих Байраках та у Жовтенькій. Запорожці зі свого боку також влаштували 4 пости, у тому числі із Саксагані (від мосту Похилівського, зимівника) до Жовтенької. На кожній станції утримувалося по шестеро коней і троє козаків з настановою возити посланців і пошту, беручи за кожного коня і версту по 1 копійці.
Пошта, що знаходилась у верхів'ї балки Княжі Байраки у Шарівському трактирі (заїжджому дворі — комплексі будівель готельного типу при дорозі), лежала на так званому Коржовому шляху, що з'єднував Кизикерменський і Микитинський шляхи. Крім споруд для житла і кухні тут були службові й господарські будівлі для коней, фуражу тощо). Аналіз картографічного матеріалу дозволяє зробити висновок, що Шарівський трактир — це те ж саме, що і заїжджий двір В. П. Вишневського на карті Катеринославської губернії 1869 р. Цей пункт добре відомий місцевим старожилам, які точно вказують його місцезнаходження.
За відомостями місцевих жителів, тут в різні роки знаходили монети XVII—XVIII ст. У 2006 р. здійснено дослідження цієї території Віктором Тітовим, інспектором з охорони культурної спадщини Дніпропетровського обласного центру з охорони історико-культурних цінностей. При обстеженні з'ясовано, що площа поширення знахідок складає близько 150—200 м. По всій обстеженій ділянці трапляються різноманітні знахідки: фрагменти кераміки, уламки скляного посуду і круглих шибок непрозорого скла, залізні вироби.
Найчисленнішими є знахідки фрагментів керамічних виробів: фрагмент кахлі з рослинним орнаментом, фрагменти горщиків, мисок і тарелей, прикрашених мальованим і штампованим орнаментом різнокольоровою поливою, фрагмент покришок та ручок. Датуються ці фрагменти XVIII-ХІХ ст. На сусідній частині ділянки спостерігається невелике підвищення діаметром до 20 м, у районі якого зустрічається багато уламків цегли. При його шурфовці виявлено глинобитний майданчик (долівку приміщення).
Шарівський трактир — це перша археологічна пам'ятка, пов'язана із заснуванням пошти та функціонуванням торговельних шляхів на Запорожжі, знайдена на Дніпропетровщині.

## Населення

### Мова
Розподіл населення за рідною мовою за даними перепису 2001 року:
| Мова            | Відсоток |
| --------------- | -------- |
| українська      | 98,5 %   |
| російська       | 1,3 %    |
| інші/не вказали | 0,2 %    |

## Інтернет-посилання
- Погода в селі Жовтоолександрівка [Архівовано 21 грудня 2011 у Wayback Machine.]
- Інститут історії України  [Архівовано 29 червня 2016 у Wayback Machine.]
- Історико-геоекологічна стежина «Козацькими шляхами» [Архівовано 18 серпня 2019 у Wayback Machine.]